# Pimoa lihengae
Pimoa lihengae är en spindelart som beskrevs av Griswold, Long och Gustavo Hormiga 1999. Pimoa lihengae ingår i släktet Pimoa och familjen Pimoidae. Inga underarter finns listade i Catalogue of Life.